# Будівля банку HSBC (Гонконг)
Будівля банку HSBC (кит.: 香港上海滙豐銀行總行大廈, англ. HSBC Building) — будівля головного офісу банку HSBC в Гонконгу, що розташована в районі Central. Знаходиться на південній стороні Площі Статуї біля Сіті-холу.

## Історія

### Попередні будівлі HSBC

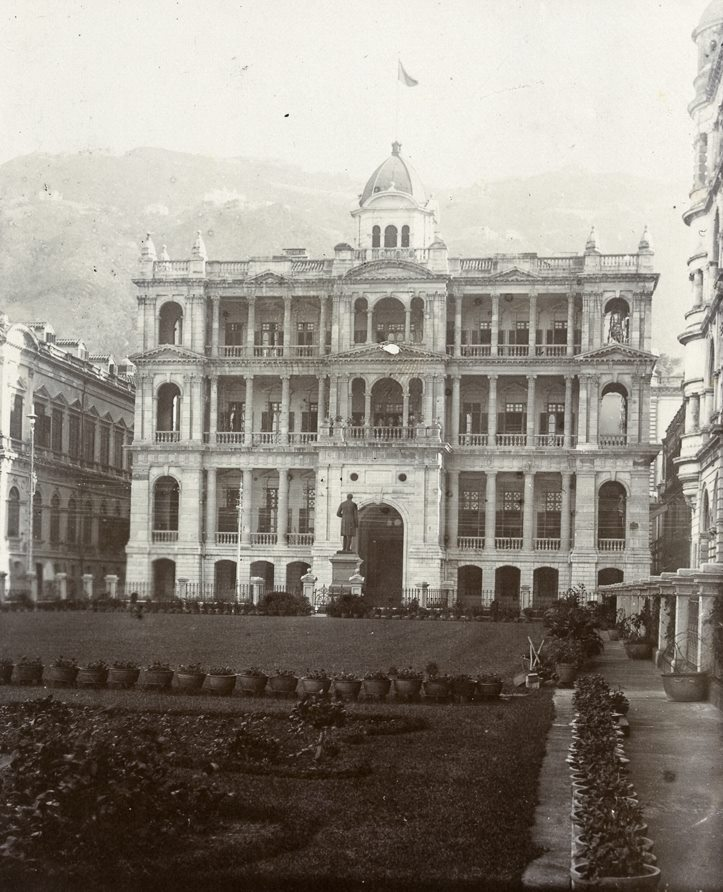
Друга будівля банку у 1901 році

Хмарочос HSBC є вже четвертою будівлею цього банку, побудованою на тому ж самому місці. Перша будівля була побудована в 1865 році і являла собою двоповерховий особняк. Перша будівля HSBC проіснувала 20 років, а потім, на її місці було побудовано другу, вже більшу будівлю, що прослужила близько 50 років, до 1935 року.
Потім ділянку землі, що належить банку, був збільшено за рахунок знесення сусіднього будинку і покупки землі під ним, і було побудовано третю будівлю банку, яка в той час була найвищою в Гонконзі і першою повністю кондиціонованою будівлею.

### Будівництво хмарочоса
Діяльність банку розширювалася, ставала все успішнішою, багато служб банку розміщувалися вже в інших будівлях і наприкінці 70-х років минулого століття було вирішено будувати новий, вже четвертий за рахунком будинок.
Був оголошений міжнародний конкурс на найкращий проект, в якому брало участь сім архітектурних компаній, і в серпні 1979 року найкращим був визнаний проект англійського архітектора Нормана Фостера. Спочатку власники банку хотіли, щоб новий будинок було з'єднаний мостом з холом старого банку, щоб зберегти його як символ і запорука успіху, але Фостер відкинув цю ідею і висунув ідею пріоритетного розвитку банку в майбутнє. Він переконав власників банку і успішно втілив свою ідею в життя.
Гонконг — це один з декількох найбільших фінансових центрів світу і якщо гроші — це релігія Гонконгу, то банк — це її храм, і завжди було прийнято, що банк повинен бути схожий на фортецю, що захищає фінансову стабільність вкладників і найкраще, якщо банк облицьований гранітом, що характеризує стабільність і надійність будівлі. Однак Фостер вперше відкинув цю концепцію і використовував концепцію прямо протилежну. Він вирішив втілити в будівлі ідею про те, що банк повинен бути відкритий для клієнтів, служити клієнтам, і його вигляд повинен бути доброзичливим і гостинним.
Власники будівлі дали зрозуміти Фостеру, що він не буде обмежений у коштах, тому при будівництві потрібно використовувати найкращі сучасні технології, матеріали і рішення. Це дозволило Фостеру створити найдорожчий хмарочос на момент його відкриття і ці величезні вкладення виявилися дійсно ефективні, тому що це дійсно дуже цікавий будинок і з точки зору архітектури та з точки зору фен-шуй і досі вона вважається одним з найбільш високотехнологічних хмарочосів світу.
Від конкурсу до завершення будівництва, процес створення будівлі зайняв 6 років, і вона була офіційно відкрита в липні 1985 року в сприятливий день, зазначений консультантом по феншуй.

## Опис
Будівля має оригінальний модульний дизайн, що складається з декількох сталевих модулів, зроблених в Англії і доставлених в Гонконг на кораблі. Вага цих модулів склала близько 35000 т. Будівля складається з трьох стел різної висоти, тому з фасаду воно має 35 поверхів, з тилу — 28 поверхів, а найвища центральна стела має 47 поверхів.
Майже весь зовнішній фасад будівлі і спереду і ззаду покритий склом. Каркас складається з 24 сталевих колон з алюмінієвим покриттям. На колони спираються величезні ферми по 5 з кожного боку.
Фасад будівлі дивиться на гавань, а позаду будівлі — вулиця Queens Road Central і за нею пагорб.
Відмінною рисою є також і система освітлення будівлі. Завдяки створенню складної системи дзеркал, керованих комп'ютером і розташованих як зовні на алюмінієвих рамах (480 дзеркал), так і всередині по колу, вгорі 52-метрового атріуму, вдалося домогтися оптимального освітлення за рахунок концентрації сонячного світла. Це перший будинок, де ліфт зупиняється не на кожному поверсі, а тільки через кілька поверхів, а між поверхами, на які не можна приїхати на ліфті, ходять ескалатори.

### Статуї левів
Статуї двох левів, за китайською традицією, охороняють вхід в будівлю. Вони мають власну історію. Як такого, головного входу в будівлю просто немає, тому два леви стоять перед фасадом будівлі. Пара левів, що була встановлена перед третьою за рахунком будівлею банку, було виплавлено в Шанхаї і привезена в Гонконг в 1935 році. Під час 2-ї світової війни японці окупували острів і ця пара левів, поряд з іншими статуями, була прибрана з площі і відправлена на переплавку. Однак в кінці війни леви були виявлені цілими і неушкодженими і поставлені на колишнє місце. Зараз ця пара левів знаходиться в музеї Шанхаю, а перед хмарочосом HSBC стоять вже інші леви.
 
Ці леви мають свої імена — Stephen і Stitt, в честь головних менеджерів Гонконзької і Шанхайської філій банку того часу. Леви справа і зліва майже однакові, але можна помітити, що у лівого лева рот відкритий, а у правого закритий. На відміну від більшості інших левів, що охороняють входи в інші будівлі, Stephen і Stitt — це зображення справжніх левів, а не міфічних тварин і вони не сидять спиною до входу, як зазвичай, а лежать уздовж фасаду будівлі, дивлячись на людей, що заходять у двері.

## Використання філософії фен-шуй
При будівництві будівлі, власники використовували теорію філософії фен-шуй. Згідно неї будівля розташована в лігві дракона — місці скупчення сприятливої енергії Ци і абсолютно правильно орієнтована в просторі з точки зору принципу чотирьох захисників — найважливішого правила школи форм фен шуй. Будівля звернена фасадом у бік гавані, перед нею створені острівці зелені, а позаду розташований пагорб «Вікторія», що служить черепахою, захистом будівлі.
Норман Фостер не знав фен шуй, тому його архітектурні плани зазнали суттєвих змін, на яких наполягали китайські замовники. Вони найняли відомого експерта з фен-шуй, який працював з планами будівлі задовго до їх втілення в життя і на різних стадіях реалізації проекту. Кажуть, що зміни торкнулися і фундаменту будівлі і його архітектурної конструкції. Наприклад, десять металевих трикутників каркаса будівлі спочатку були спрямовані вершинами вниз, а за порадою майстра їх переорієнтували вершинами вгору, щоб енергетично не ранити людей і символізувати підйом енергії. Майстер консультував також планування кабінетів керівників, аж до положення дерев в інтер'єрі.
Звичайно ж, будівля розташована відповідно до принципу чотирьох захисників — вона звернена фасадом у бік затоки Вікторія. Безпосередньо перед будівлею розташована дуже жвава площа Statue Square, створений острівець зелені, тут є великий штучний ставок з фонтанами і все це створює дуже хороший Мін Тан. Позаду будівлі — пагорб, який служить захистом і це прекрасна «черепаха» будівлі. Праворуч розташований символізуючий зеленого дракона хмарочос приблизно такої ж висоти, як і сама будівля банку, а зліва розташована значно нижча будівля старого банку Китаю, що символізує білого тигра. Єдина відмінність від ідеального, з точки зору принципу чотирьох захисників розташування полягає в тому, що фасад будівлі звернений на північ, а не на південь.
Будівля розташована на вені дракона, що спускається до моря з піку Вікторія і, з точки зору фен-шуй, дуже важливо, щоб вид на чисту воду, розташовану з фасаду, не був ні нічим не загороджений. Це особливо важливо саме для фінансових компаній, оскільки стихія води символізує гроші. Тому банк разом з урядом Гонконгу витратив значні гроші на будівництво перед фасадом банку парку, ставка з фонтанами і підземного гаража в обмін на запевнення уряду в тому, що вид на гавань і в майбутньому не буде загороджений новими висотними будівлями.
Щоб не перегороджувати дракону шлях з піку до гавані, перший поверх банку піднято на значну висоту так, що під ним є відкритий простір, що зв'язує фасад і тил будівлі, за яким і дракон і енергія і люди можуть вільно рухатися від пагорба до гавані.
Цій же меті служить і тильний і фасадний бік будівлі майже повністю облицьований склом, що добре пропускає енергію. Рівень підлоги в просторі під будівлі не горизонтальний, а знижується від тилу до фасаду, з півдня на північ, зберігаючи лінії природного ландшафту.

## Фотогалерея

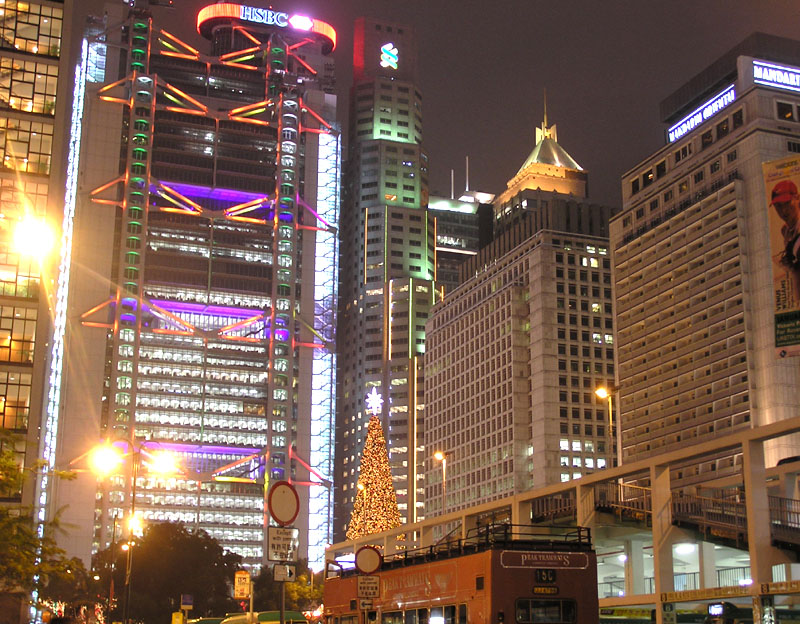
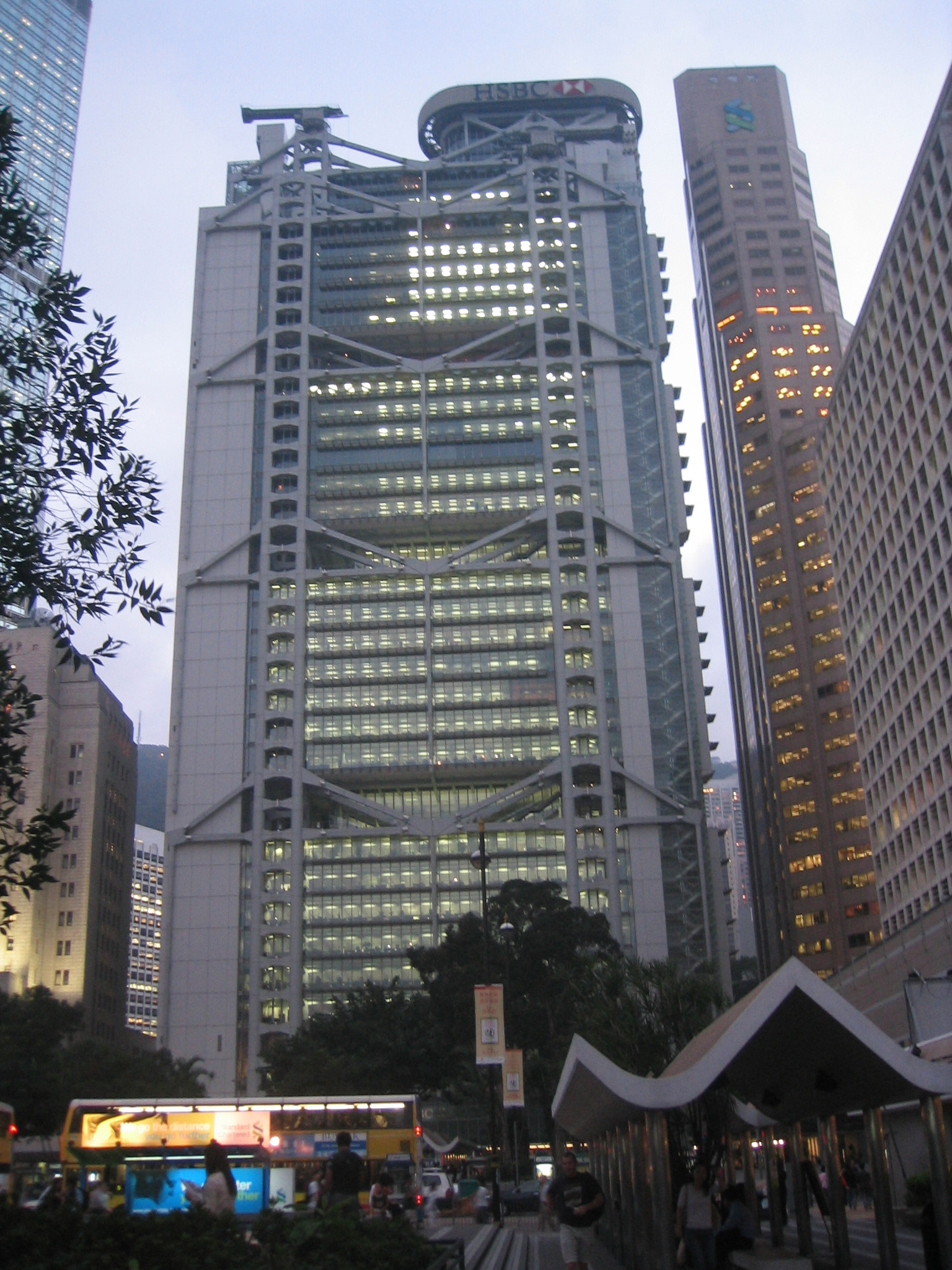
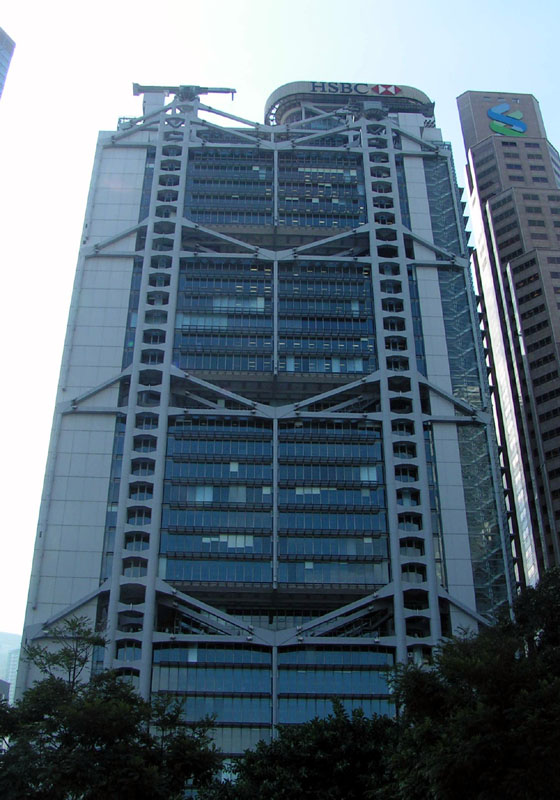
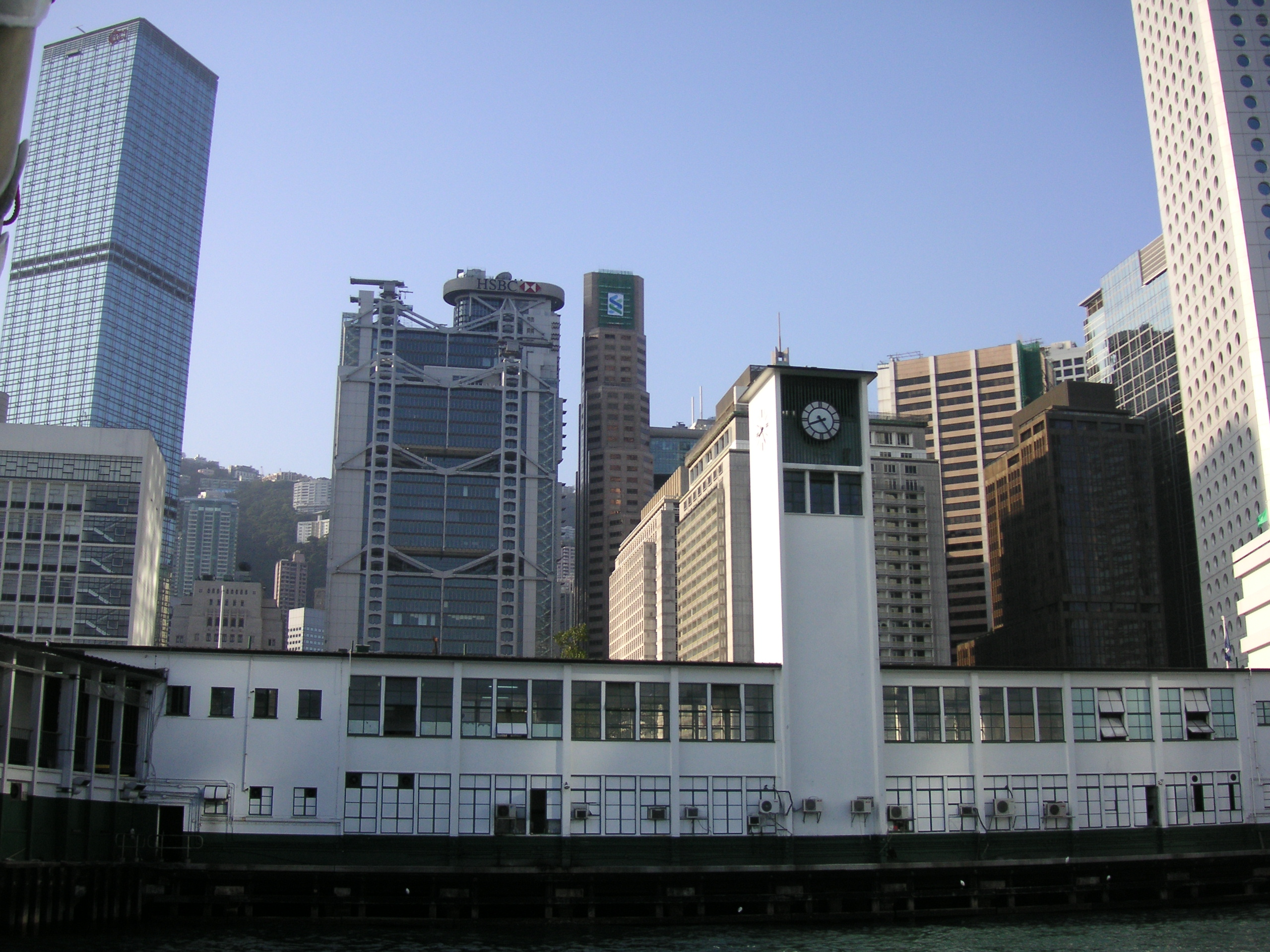
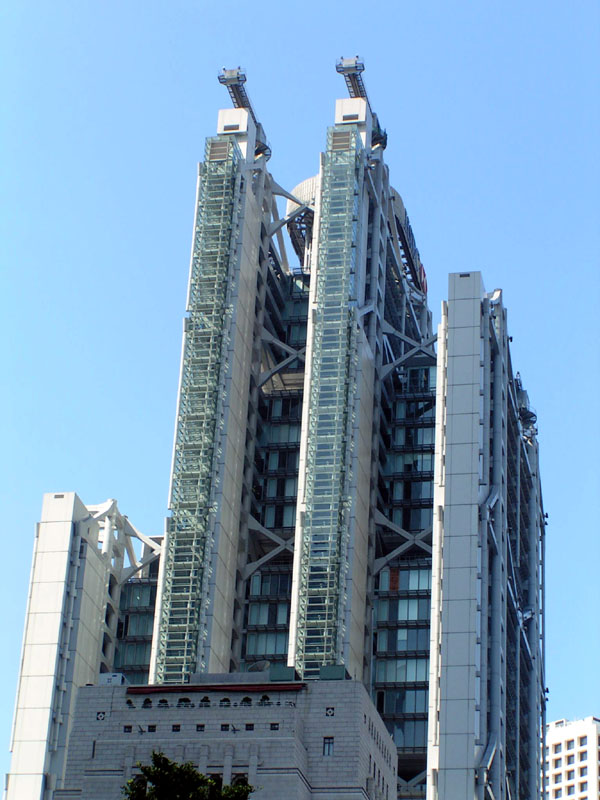
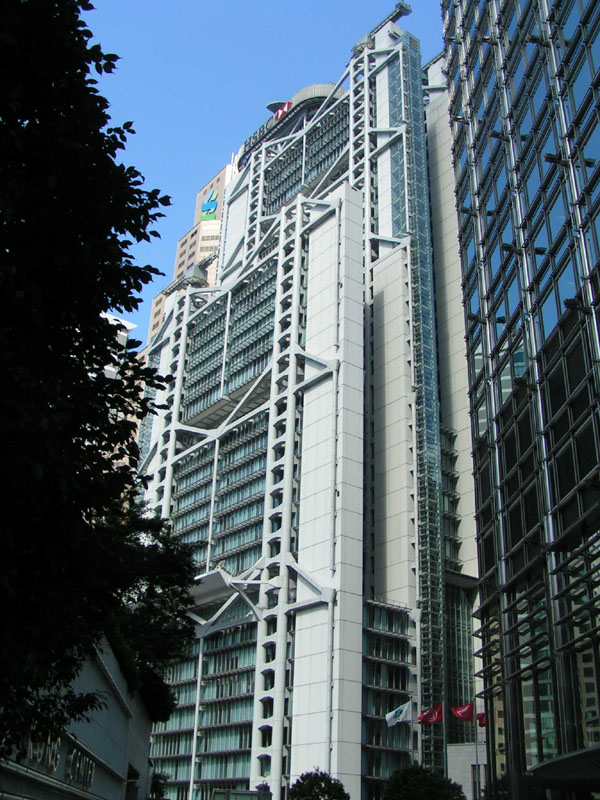
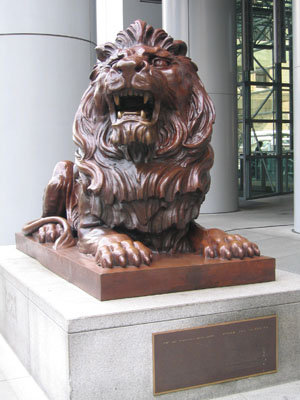
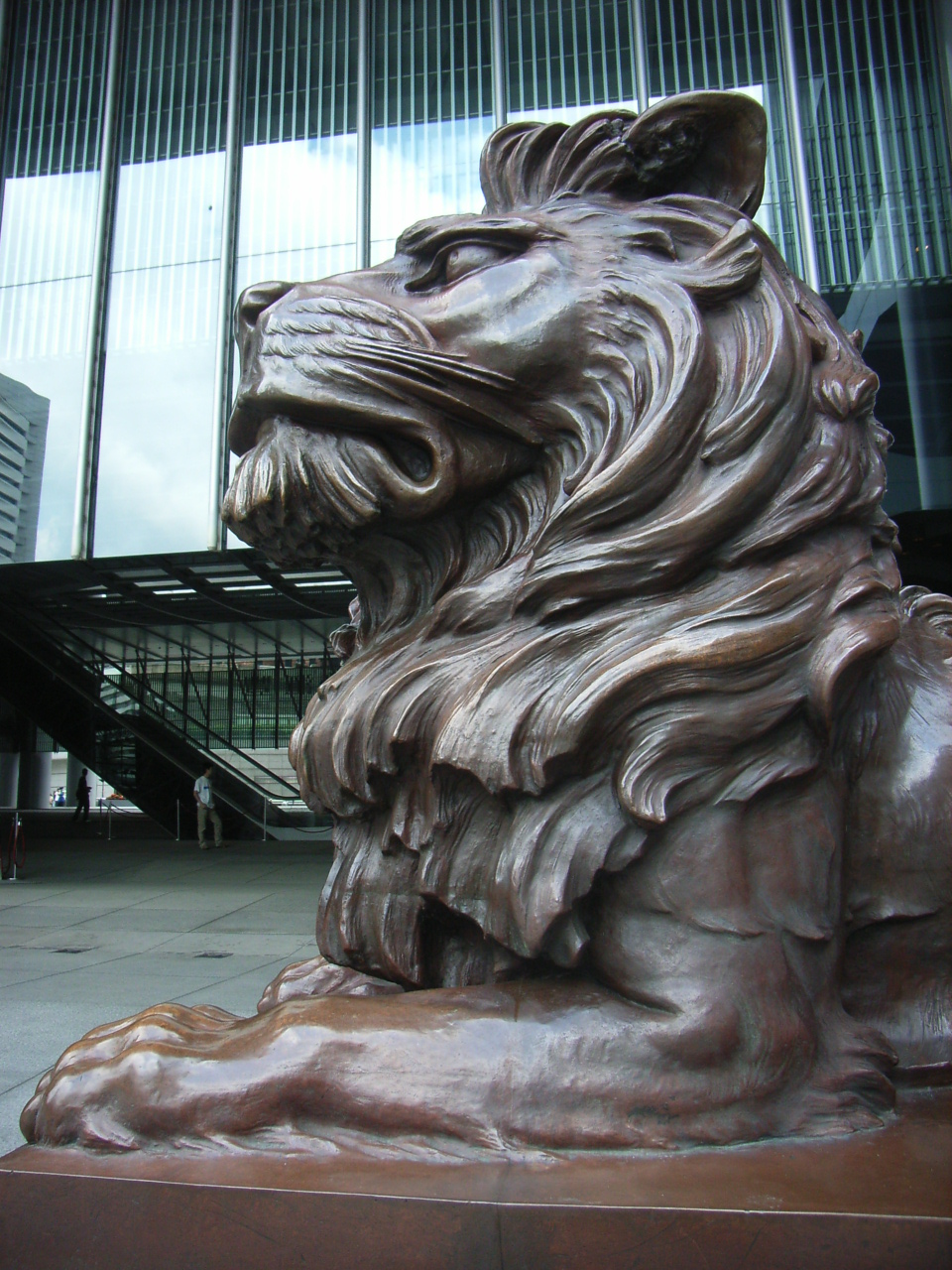
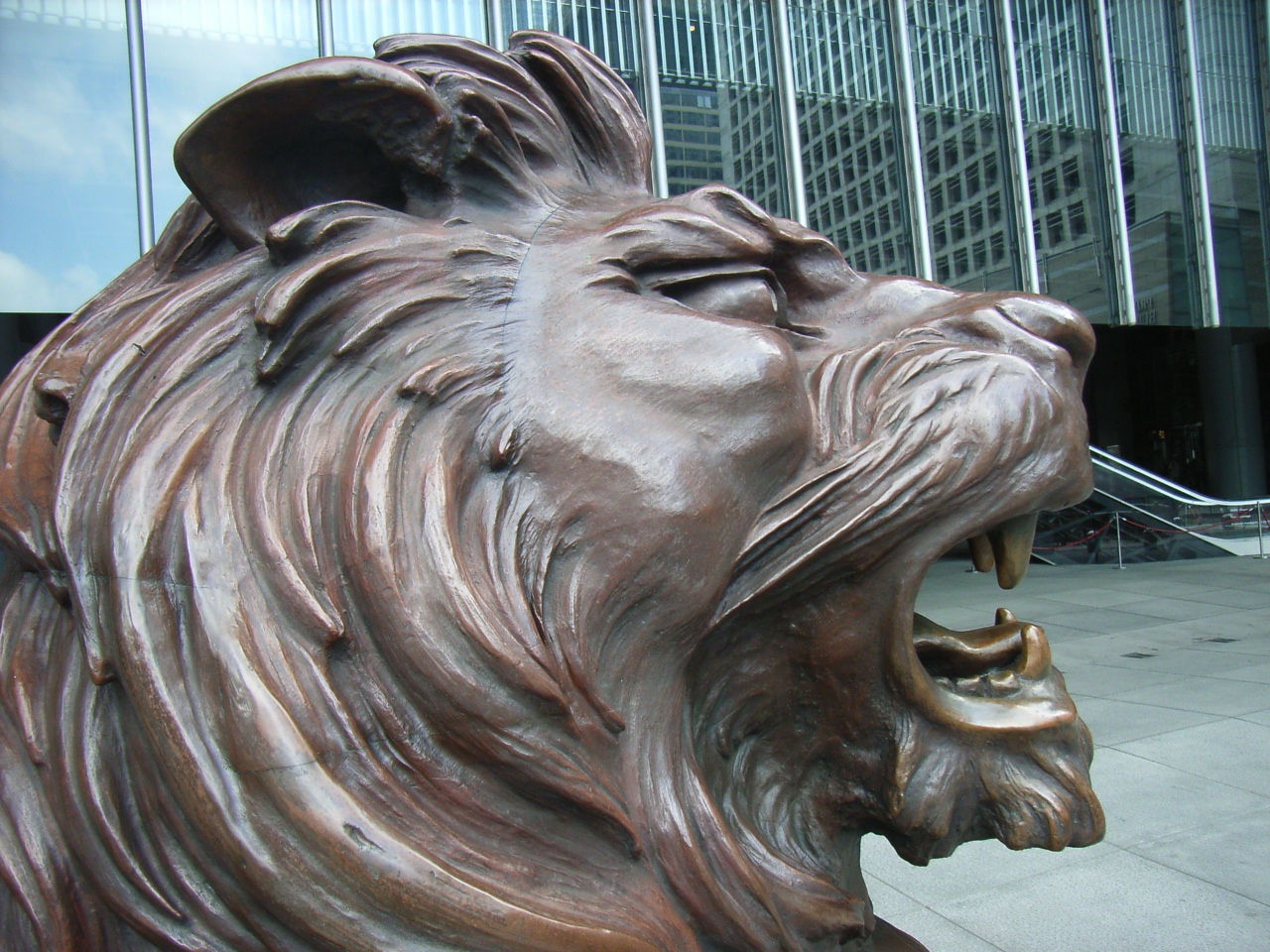
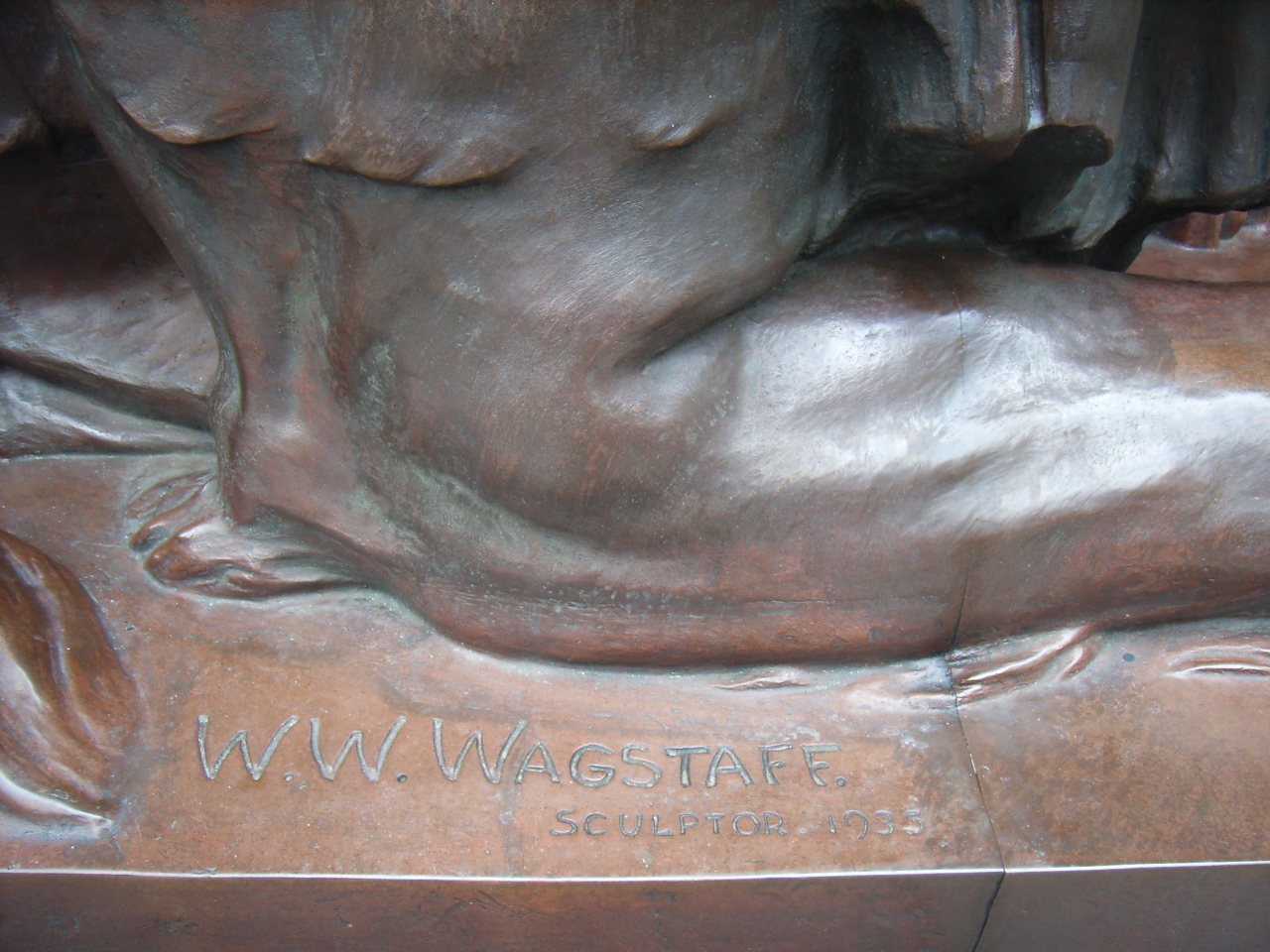
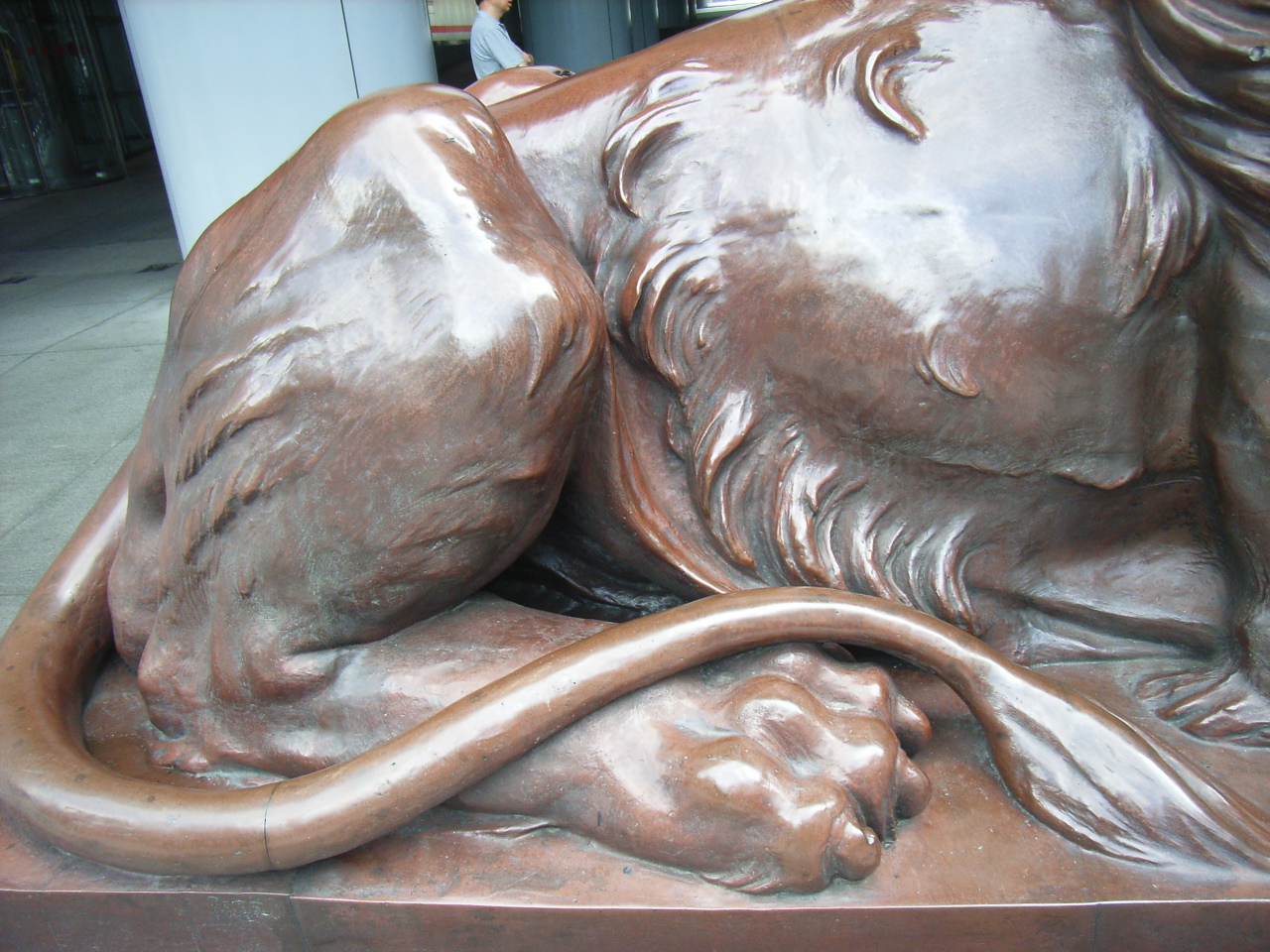
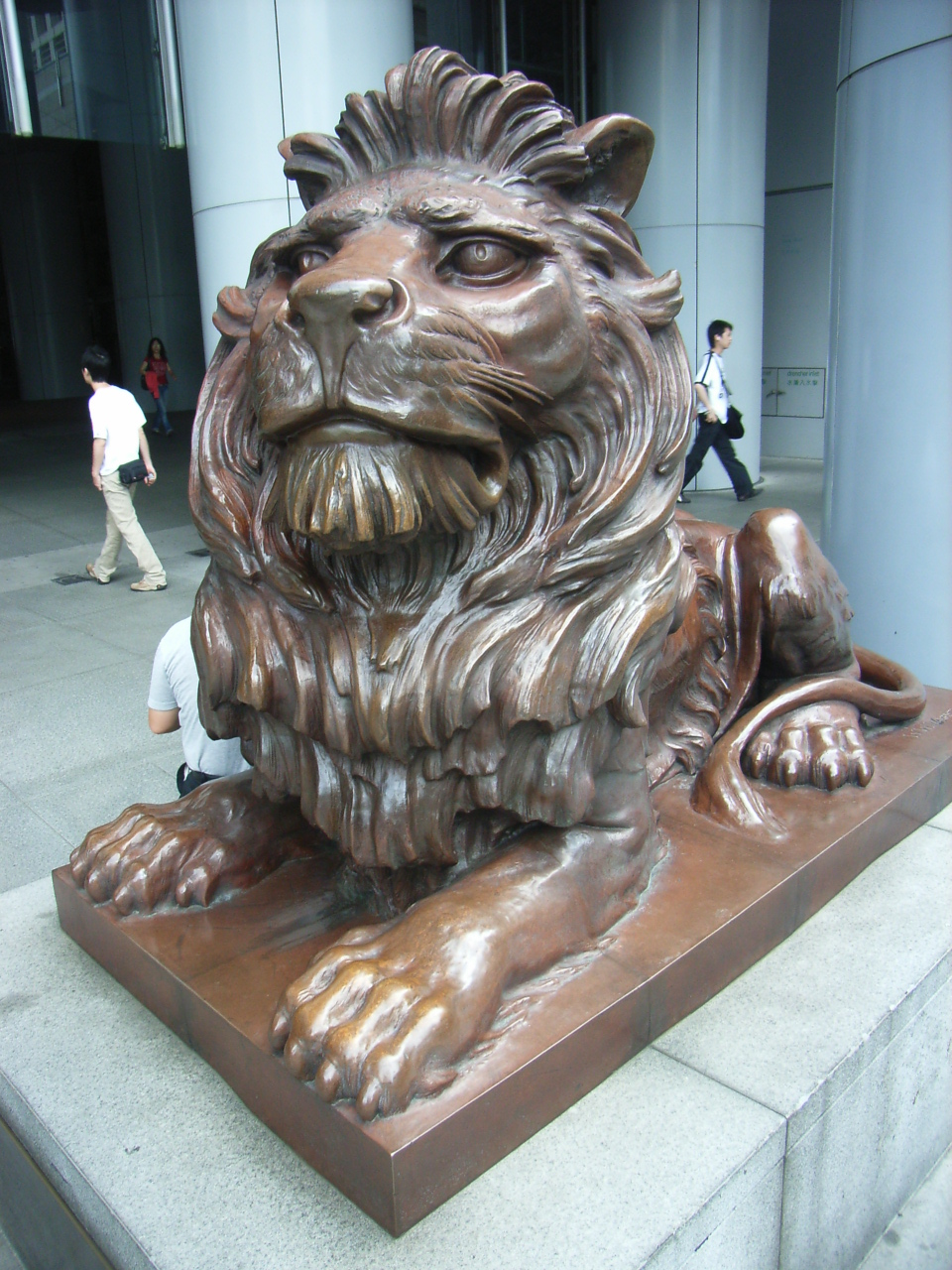
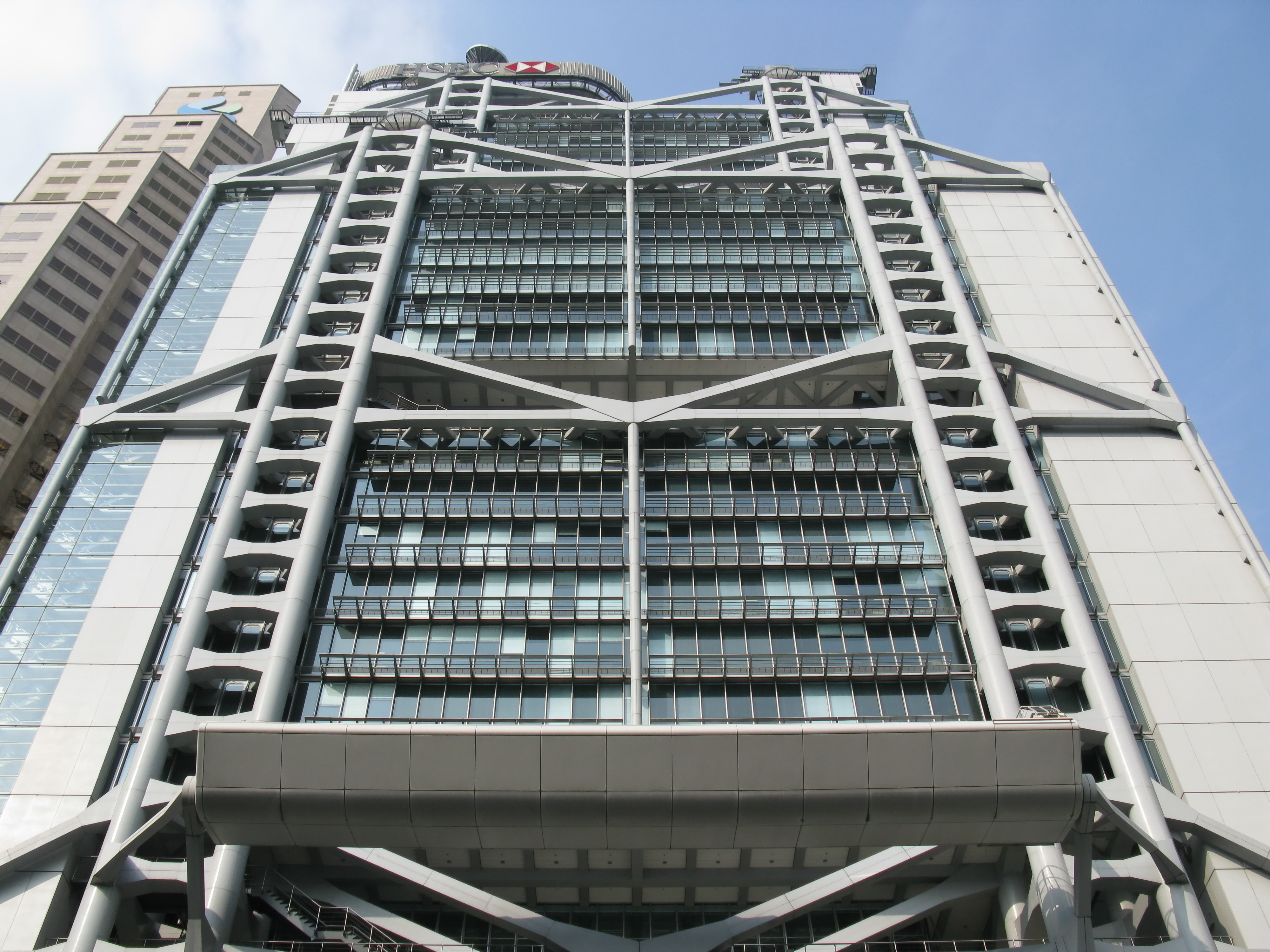
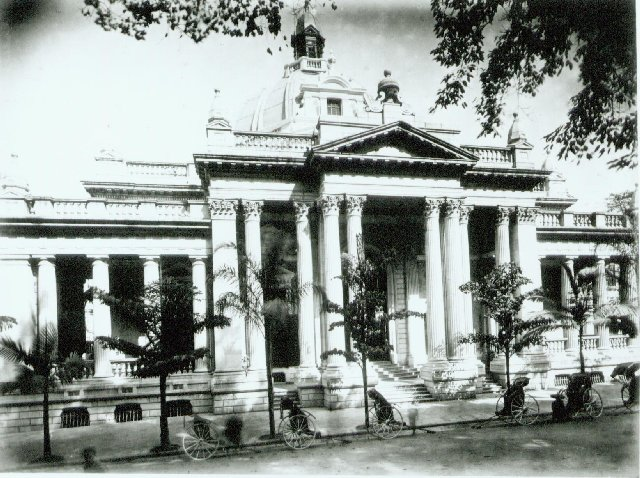
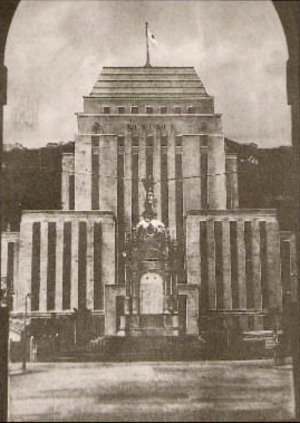